# Remote World
Remote World（リモートワールド）とは、2020年11月にNTTが新たに創設したサービスブランドである。
「世界はつながりで出来ている」をコンセプトに、with/afterコロナにふさわしいサービスをユーザーが選択できるよう、NTTグループのサービスをラインナップ化。ビジネスチャット「elgana」、オンラインワークスペース「NeWork」、リモートワールドを体現する3D空間型オウンドメディア「DOOR」などがラインナップされている。

## 主なサービス
- elgana　　　　　　  　　　　　…　ビジネスチャット[2]（NTTネオメイト）
- NeWork　　　　　　　　　　　…　オンラインワークスペース[3]（NTTコミュニケーションズ）
- SmartGo Staple    　 　　　 　…　経費精算サービス[4]（NTTコミュニケーションズ）
- DOOR　　　　　　　　　　　　…　3D空間型オウンドメディア[5]（NTT docomo）
- AceReal for docomo 　　　 　…　遠隔作業支援ソリューション[6]（NTT docomo）
- BConnectionデジタルトレード  …　クラウド型請求書電子化サービス[7]（NTTコミュニケーションズ）
- BizXaaS Office　　　　　　　  …　デジタルワークスペース[8]（NTTデータ）
- Bizファイルストレージシェア  　…　法人向けファイル転送・オンラインストレージサービス[9]（NTTコミュニケーションズ）
- Comme＠　　　　　　　　　　 …　Webブラウザベース・クラウド型コミュニケーションサービス[10]（NTTアドバンステクノロジ）
- magic Connect　　　　　　　 …　クラウド型リモートアクセスサービス（NTTテクノクロス）
- Phone Appli People　　　　　…　クラウド連絡帳[11]（Phone Appli）
- SmartCloud Phone　　　　　 …　クラウド型PBX[12]（NTTコムウェア）
- おまかせAI 働き方みえ～る　　  …　社員の業務状況の可視化・AI分析[13]（NTT西日本）
- おまかせ はたラクサポート　　　…　業務効率化クラウドサービスと運用支援サポートサービス[14]（NTT東日本）